# Шарлотта Софія Саксен-Кобург-Заальфельдська
Шарлотта Софія Саксен-Кобург-Заальфельдська (нім. Charlotte Sophie von Sachsen-Coburg-Saalfeld; 24 вересня 1731 — 2 серпня 1810) — принцеса Саксен-Кобург-Заальфельдська, донька герцога Саксен-Кобург-Заальфельду Франца Йозії та принцеси Шварцбург-Рудольштадт Анни Софії, дружина принца Людвіга Мекленбург-Шверінського.

## Життєпис
Шарлотта Софія народилась 24 вересня 1731 року в Кобурзі. Вона була п'ятою дитиною та другою донькою в родині принца Саксен-Кобург-Заальфельдського Франца Йозії та його дружини Анни Софії Шварцбург-Рудольштадтської.
1745 року її батько успадкував Саксен-Кобург-Заальфельд від свого зведеного брата Крістіана Ернеста, що помер, не залишивши нащадків.

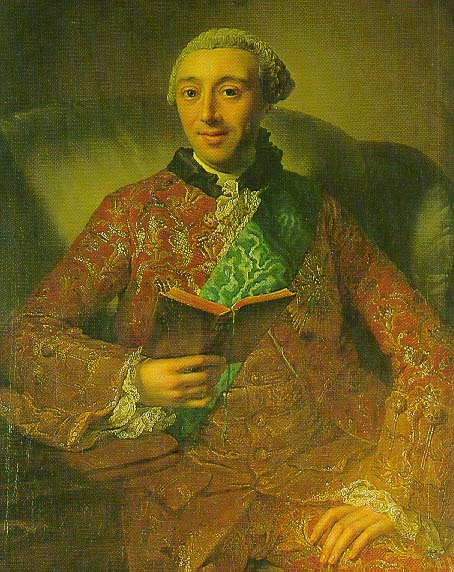
Людвіг Мекленбург-Шверінський

У 23 роки принцеса одружилася із 29-річним принцом Мекленбург-Шверіна Людвігом. Наречений був другим сином правлячого герцога Крістіана Людвіга II. На шляху до Шверіна її супроводжував молодший брат Фрідріх Йозіас.Весілля відбулося 13 травня 1755 року у Шверіні.
Шлюб був щасливим. У пари народилося двоє дітей. Подружжя було відоме як прихильники та покровителі мистецтв.
1778 року Людвіг пішов з життя у Шверіні. До Шарлотти Софії, як до удовиці, ставилися з повагою.
1785 року герцогом Меклунбург-Шверіна, після смерті дядька, став їхній син Фрідріх Франц. Шарлотта Софія пішла з життя за часів його правління, 2 серпня 1810 року, переживши Людвіга на тридцять років. Як і чоловік, похована у склепінні кірхи Святого Миколая у Шверіні.

## Родина
Чоловік — Людвіг, принц Мекленбург-Шверінський
Діти:
- Фрідріх Франц (1756—1837) — спадкоємець батька, великий герцог Мекленбург-Шверіна, був одружений із Луїзою Саксен-Гота-Альтенбурзькою, мав шестеро дітей;
- Софія Фредеріка (1758—1794) — дружина принца Данського і Норвезького Фредеріка, мала із ним п'ятеро дітей.